# Mågby träsk
Mågby träsk är en sjö i Finland. Den ligger i Pargas stad i landskapet Egentliga Finland, i den södra delen av landet, 150 km väster om huvudstaden Helsingfors. Mågby träsk ligger 13 meter över havet. Den ligger på ön Stortervolandet. Arean är 20,2 hektar och strandlinjen är 2,44 kilometer lång. Sjön  ingår i Norra Skärgårdshavets avrinningsområde. 
I övrigt finns följande vid Mågby träsk:
- Haraldsholm (en halvö)